# Imogene (Iowa)
Imogene város az USA Iowa államában, Fremont megyében. Lakosainak száma 39 fő (2020. április 1.).

## Népesség
A település népességének változása:

| 2010 | 72 |
| 2020 | 39 |